# Навия (река)
На́вия (исп. Río Navia) — река на севере Испании, протекает по территории Галисии и Астурии. Площадь бассейна составляет 2578 км². Длина реки — 158 км. Средний расход воды — 62,85 м³/с.
Начинается в муниципалитете Пьедрафита-дель-Себреро (Луго). Течёт в общем северном направлении с небольшим отклонением на восток. Протекает через города Навия-де-Суарна, Боаль, Вильяйон, Навия. Впадает в Кантабрийское море между мысом Кабо-де-Сан-Агустин и Пеньяфурада.
Основные притоки — реки Ибьас (пр), Суарна (лв), Рио-дель-Оро (пр), Льоредо (пр).
В 1934 году на реке было построено водохранилище Дойрас, в 1954 — Салиме, в 1976 — Арбон.

## Название
По словам лингвиста Мартина Севильи Родригеса, название происходит от индоевропейского слова naus, что означает «корабль», и термины, аналогичные naus, можно найти в других языках индоевропейского происхождения:
- 'navya' («судоходный»);
- 'naviya' («флот, эскадра»);
- 'neios' («военно-морской, связанный с кораблем»);

Затем в исследовании делается вывод, что река называлась Nawia на индоевропейском языке, на котором говорили в этом районе в древние времена, и что ей дали это имя, потому что эта река судоходна, что является этимологическим значением ее названия. Позже, с романизацией, была достигнута нынешняя форма Navia.
Другие лингвисты утверждают, что река носит имя богини Набия или Навия, чье имя имеет такое же индоевропейское происхождение. Функции богини связаны с водой, ее имя означало «долина», понимаемая как «долина, где течет река», и встречается во многих топонимах и гидронимах на северо-западе полуострова.

## Населённые пункты по течению
От истока до устья Навия пересекает 19 муниципалитетов:
- В провинции Луго (Галисия): Пьедрафита-дель-Себреро, Ногалес, Бесерреа, Сервантес, Навия-де-Суарна.
- В Астурии: Ибьяс.
- В Луго (Галисия): Фонсаграда, Негейра де Муньис.
- В Астурии: Грандас-де-Салиме, Альянде, Песос, Ильяно, Вильяйон и Боаль перед впадением в море между Навией и Коаньей.

## Защита окружающей среды
На участке Луго большая часть верхнего течения Навии принадлежит биосферному заповеднику Ос-Анкарес-Лусенсес и Монтес-де-Сервантес, Навиа и Бесерреа, поскольку она проходит через муниципалитеты Бесерреа, Сервантес и Навия-де-Суарна. Река образует узкую долину, пересекающую заповедник с юга на север, составляя характерный ландшафт кантабрийско-атлантических суббереговых долин. Поскольку здесь расположены крупнейшие населённые пункты региона, в долине преобладают сельскохозяйственные и лесные культуры по сравнению с естественной растительностью соседних прибрежных лесов.
Часть верхнего бассейна этой реки входит в состав природного парка Фуэнтес-дель-Нарсея, Деганья и Ибьяс.
В бассейне реки находятся несколько участков общественного значения (LIC) сети Натура 2000: LIC Рио-дель-Оро, LIC Алькорнокалес-де-Навия, LIC Фуэнтес-дель-Нарсеа и Ибиас, LIC Рио-Навия, LIC Рио-Ибиас и LIC Сьерра-де-Лос-Лагос. Охраняемый ландшафт гор Сьерра-де-Карондио и Вальедор также находится под охраной. Среди других объектов охраны выделяется охрана фауны, такой как бурый медведь, выдра, пиренейская выхухоль, летучие мыши и различные беспозвоночные и амфибии, а также охрана флоры, такой как пробковый дуб и дубовые рощи.
Территория, которая охватывает нижнее течение и устье Навии, классифицируется Испанским геологическим и горным институтом как объект геологического интереса (LIG).